# Karaahmetli (Erdemli)
Karaahmetli ist ein ehemaliges Dorf im Landkreis Erdemli der türkischen Provinz Mersin. Seit einer Gebietsreform 2014 ist der Ort ein Ortsteil der Kreisstadt Erdemli.
Karaahmetli liegt im Südwesten des Landkreises, etwa acht Kilometer vom Mittelmeer entfernt, an der Straße von Ayaş an der Küste durch das bergige Hinterland nach Esenpınar.
Zwei Kilometer westlich des Ortes liegen die Ruinen von Emirzeli, etwas weiter nordwestlich diejenigen von Hacıömerli. Im Ort selbst befand sich im Altertum eine römisch-frühbyzantinische Siedlung mit 30 bis 40 Häusern, wovon zahlreiche Quaderspolien und Türgewände aus Kalkstein zeugen.